# Eupithecia vitans
Eupithecia vitans är en fjärilsart som beskrevs av William Schaus 1913. Eupithecia vitans ingår i släktet Eupithecia och familjen mätare. Inga underarter finns listade i Catalogue of Life.